# Zain Safar-ud-Din
Zain Safar-ud-Din (George Town, 22 de março de 1938 – 20 de junho de 2023) foi um ciclista malaio. Representou seu país, Malásia, nos Jogos Olímpicos de Verão de 1964.

## Morte
Zain morreu no dia 20 de junho de 2023, aos 85 anos.